# Red Hook (Brooklyn)

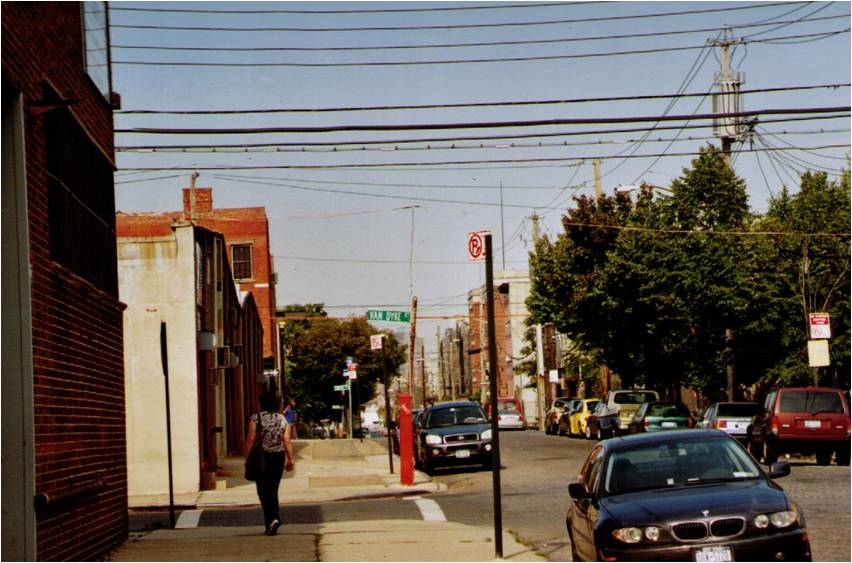
Van Brunt Street

Red Hook is een wijk in Brooklyn, New York, in de Verenigde Staten. De naam stamt af van het Nederlandse Roode Hoek. Red Hook is gelegen op een landpunt (hoek) in de Upper New York Bay en is gebouwd op rode klei.
De oorspronkelijke bewoners van het gebied waar Red Hook ligt, waren de Lenape (ook Delaware Indianen genoemd).

## Ontstaansgeschiedenis
Het plaatsje Roode Hoek werd in 1636 opgericht door Hollandse kolonisten. De eerste Europese landeigenaren waren de broers Nicholas en Matthias van Dyke. Zij bouwden onder andere een meelmolen en een kleine werf. Red Hook was omgeven door draslanden die gedurende de 18e en 19e eeuw werden drooggelegd. In de tweede helft van de 18e eeuw was Red Hook al een volwaardig dorp.
Tijdens de Amerikaanse Onafhankelijkheidsoorlog gaf generaal George Washington opdracht om in Red Hook een fort op te richten om New York tegen aanvallen van de Britten te beschermen. Op 10 april 1776 gaf hij opdracht tot de bouw van Fort Defiance. Tijdens de Battle of Long Island werd het fort door de Britten aangevallen. Het werd in september 1776 verwoest.

## Betekenis als haven

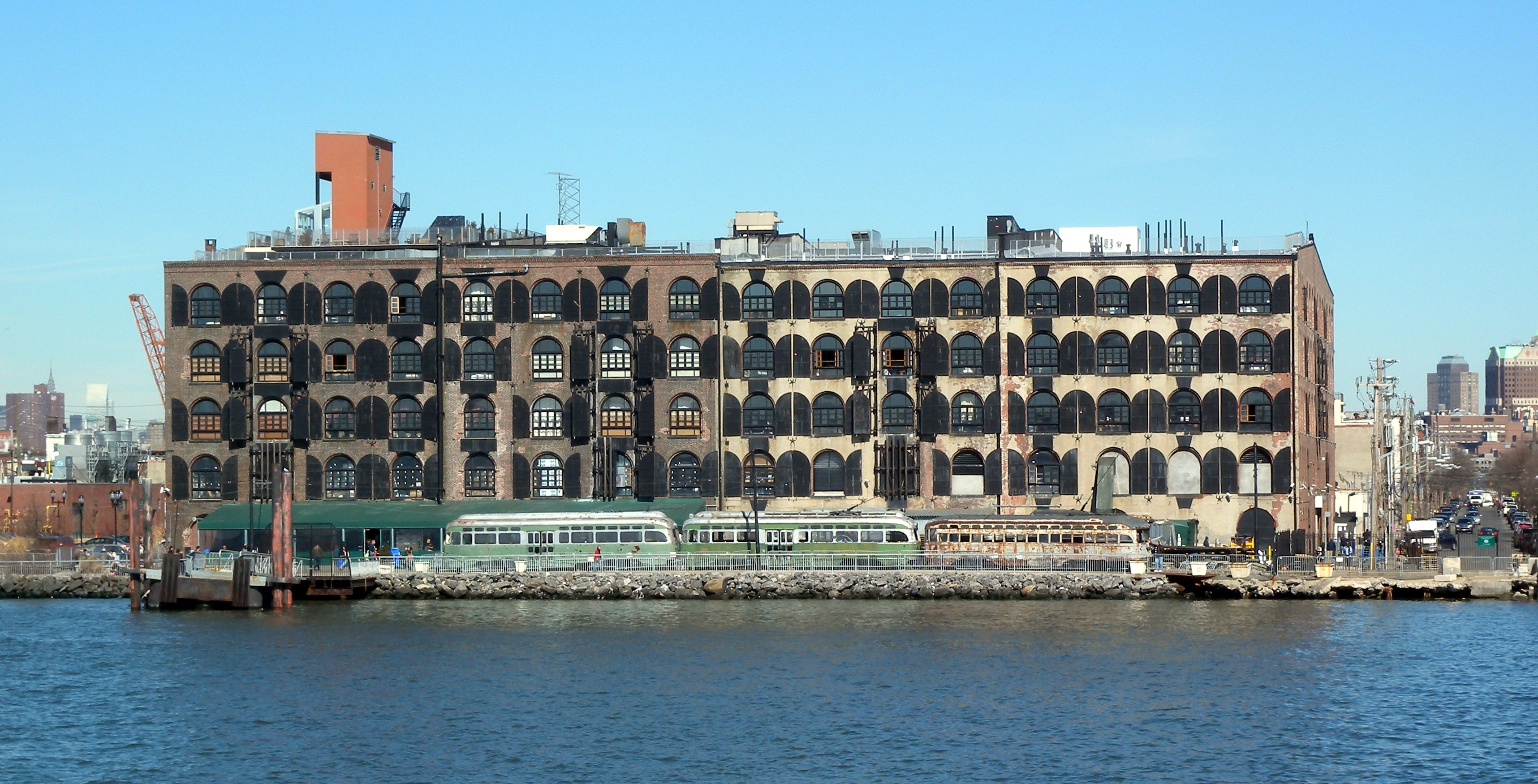
Fairway Market

Vanaf 1840 ontwikkelde Red Hook zich tot een belangrijke haven. Aan de zeestraat Buttermilk Channel ontstonden pieren en dokken waar grote schepen konden aanleggen. De Ierse emigrant William Beard kocht ruim 300 km² land aan de Hudson en legde het Erie Basin aan. Hier werden scheepswerven en pakhuizen gebouwd.
In de jaren twintig van de twintigste eeuw was Red Hook een van de drukste vrachthavens ter wereld. Talloze emigranten uit Europa zochten hier werk. Voor de dokwerkers en havenarbeiders werden in 1938 de Red Hook Houses gebouwd. Het was het grootste sociale woningbouwproject in Brooklyn. De huizen boden woonruimte aan circa 5.000 mensen.
Gedurende de Tweede Wereldoorlog werd een deel van het Erie Basin door de marine overgenomen. Bijna 20.000 mensen repareerden hier schepen. De introductie van containerschepen na de oorlog betekende het einde voor de haven van Red Hook. Veel bedrijven weken uit naar nieuwe, modernere havengebieden buiten New York.

## Verval
Nadat Red Hook zijn havenfunctie verloor, vervielen de pakhuizen en havengebouwen in rap tempo. De werkloosheid nam toe en de economische situatie in de wijk verslechterde. In de jaren 70 en 80 steeg de criminalteit ernstig. Er kwam steeds meer leegstand, huizen verpauperden en overal werd illegaal afval gedumpt. LIFE Magazine noemde Red Hook in 1988 de “crack capital of America”. De geïsoleerde ligging vormde een extra nadeel. In 1941 werd Red Hook van de rest van Brooklyn afgesneden door de Gowanus Expressway (onderdeel van de Interstate 278). Het gedeelte van deze autosnelweg dat door de stad New York loopt, werd door Robert Moses gepland. Moses stond bekend om zijn rigoureuze plannen, waarbij alles moest wijken voor de ontwikkeling van infrastructuur voor auto’s.

## Opbloei

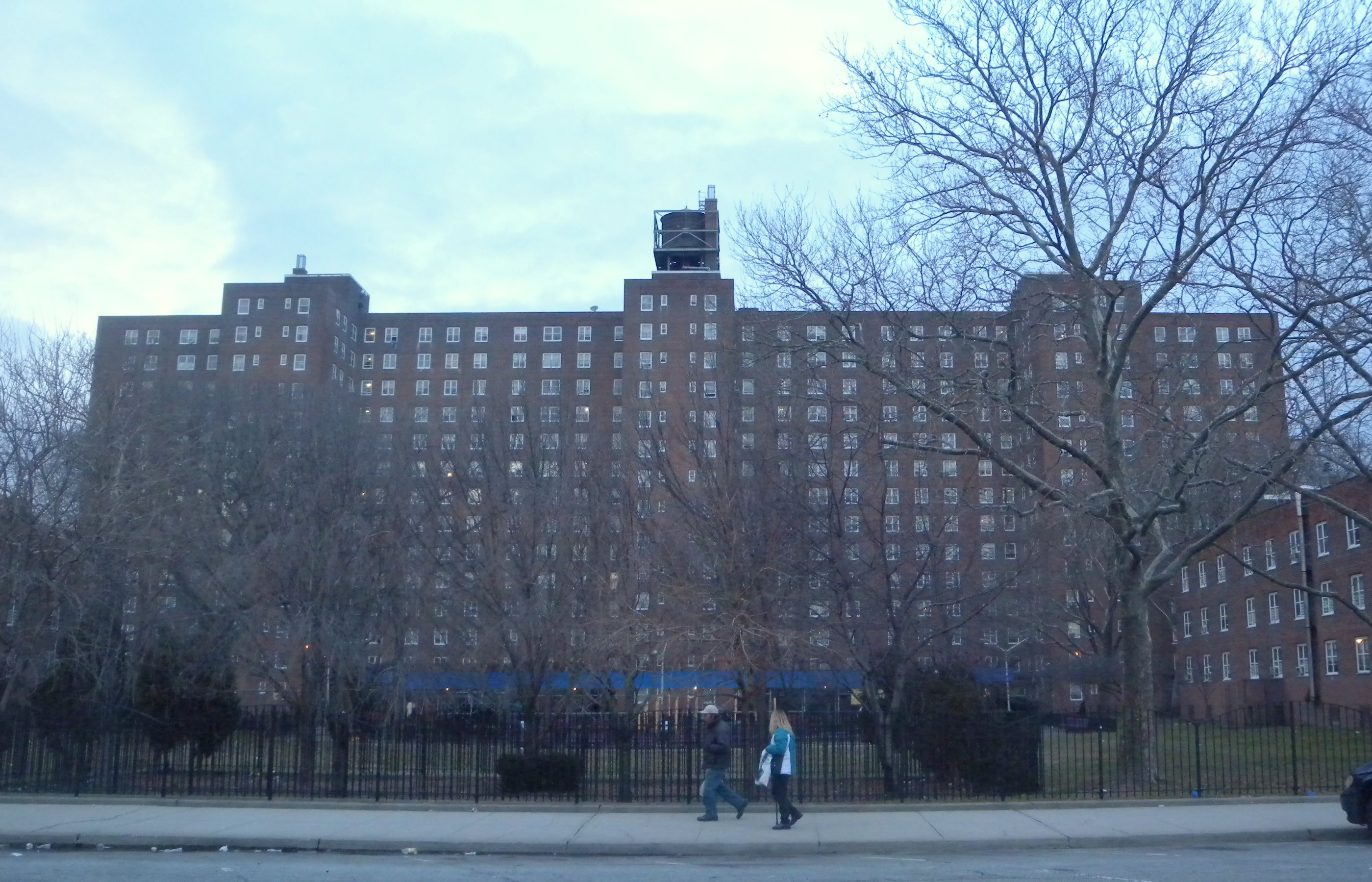
Red Hook Houses

In 1992 werd de schooldirecteur Patrick Daly in de Red Hook Houses vermoord. Deze gebeurtenis vormde een keerpunt voor de wijk. Er werden diverse programma’s ontwikkeld om de situatie in Red Hook te verbeteren. De criminaliteit is sindsdien sterk gedaald en de wijk beleeft sinds enkele jaren een opleving.
Kunstenaars en studenten worden aangetrokken door de leegstaande pakhuizen en goedkope woningen en ook bedrijven en kleine zelfstandigen vestigen zich toenemend in de oude havengebouwen. Ondanks het feit dat Red Hook niet is aangesloten aan het metronet en door de Gowanus Expressway een geïsoleerde ligging heeft, hebben ook huisjesmelkers en vastgoedspeculanten de wijk inmiddels ontdekt. Nieuwe galerieën, winkeltjes, cafés en restaurants tonen aan dat de gentrificatie van de wijk is begonnen.
Tegenwoordig wonen er circa 11.000 mensen in Red Hook, waarvan er 8.000 in de Red Hook Houses wonen.

## Bezienswaardigheden

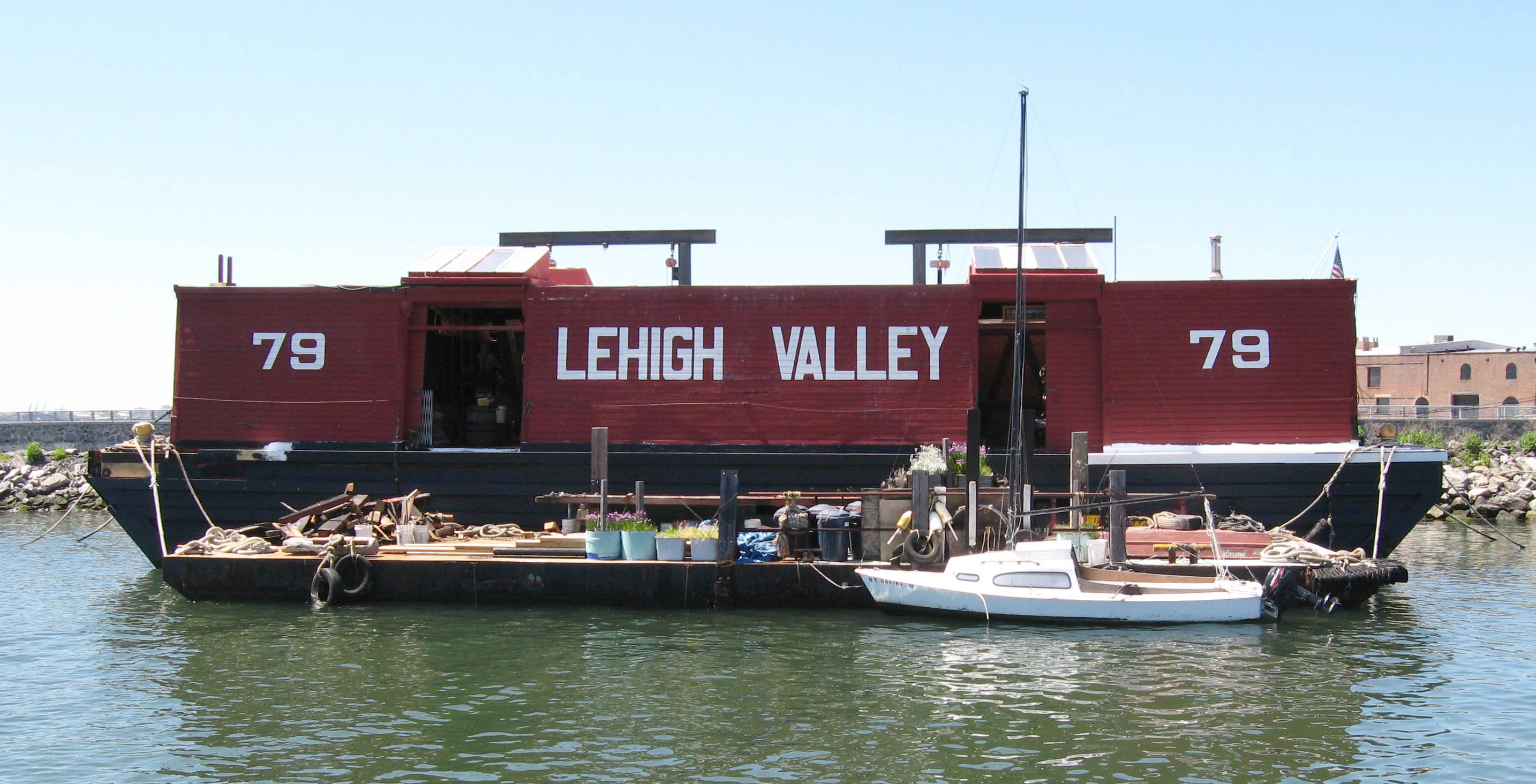
Water Front Museum

- Pakhuizen en havengebouwen
Op de zuidpunt van Red Hook liggen talloze pakhuizen en andere havengebouwen die werden gerestaureerd. Tot de mooiste behoren de Red Hook Stores in Van Brunt Street, de Beard and Robinson Stores in Beard Street en de Merchant Stores in Van Dyke Street.
- Valentino Park en Pier
Dit park ligt direct aan het water. De pier biedt uitzicht op het Vrijheidsbeeld, Governors Island, Staten Island en de skyline van Manhattan. Het park werd in 1996 aangelegd en kreeg in 1999 de status van stadspark. Zijn naam ontleent het aan de brandweerman Louis J. Valentino Jr. (1958-1996). In het park vindt aan het begin van de zomer het Red Hook Waterfront Arts Festival plaats.
- Water Front Museum
Het museum werd in 1986 opgericht en is gevestigd op een sleepschip uit 1914. Sinds 1994 ligt het museum aan de waterkant bij de Pier 44 Waterfront Garden. Het schip dient met name als ruimte voor podiumkunstenaars en muzikanten, tentoonstellingen en culturele evenementen.
- Sunny’s Bar
Sunny’s is de langst zonder onderbreking bestaande bar in Red Hook. Hij is gelegen aan Conover Street en is alleen op vrijdagavonden geopend. Door de week gebruikt de eigenaar Sunny (Antonio Rafael Balzano) de ruimte als atelier. De bar werd in 1934 door zijn grootouders geopend en is inmiddels een instituut geworden.
- Steve’s Authentic Key Lime Pies
Hier maakt Steve Tarpin al 30 jaar limoen-roomtaartjes die tot de beste van Amerika behoren. De taartjes zijn genoemd naar de Florida Keys. Tarpin groeide op in Miami en kent de Key lime pies als sinds zijn kinderjaren. Ook Steve’s is een instituut in Red Hook.

Bedford-Stuyvesant · Coney Island · Flatbush · Gravesend · Greenpoint · Red Hook · Sunset Park · Williamsburg